# 조봉초등학교
조봉초등학교는 대한민국 광주광역시 남구 봉선동에 있는 일반 학교다.

## 학교
- 1994. 03. 30. 조봉국민학교 설립
- 1995. 09. 01. 조봉초등학교로 개칭
- 1995. 09. 01. 제1대 이남순 교장 부임
- 1997. 03. 01. 제2대 김영은 교장 부임
- 1998. 03. 01. 제3대 염동환교장 부임
- 2000. 09. 01. 제4대 홍영삼 교장 부임
- 2004. 02. 18. 제9회 193명 졸업(총 졸업생수 1259명)
- 2004. 09. 01. 제5대 손병화 교장 부임
- 2007. 03. 01. 제6대 김철수 교장 부임
- 2009. 09. 01. 제7대 이미숙 교장 부임
- 2010. 02. 10. 제15회 143명 졸업(총 졸업생수 2,229명)
- 2011. 02. 18. 제16회 142명 졸업(총 졸업생수 2,371명)
- 2012. 02. 17. 제17회 135명 졸업(총 졸업생수 2,506명)
- 2013. 02. 19. 제18회 154명 졸업(총 졸업생수 2,660명)
- 2013. 03. 01. 제8대 손신호 교장 부임
- 2014. 02. 17. 제19회 146명 졸업(총 졸업생수 2,806명)
- 2015. 02. 13. 제20회 115명 졸업(총 졸업생수 2,919명)
- 2015. 03. 01. 제9대 이승재 교장 부임
- 2019. 09. 29. 제10대 김철호 교장 부임
- 2020. 03. 02. 제11대 이광숙 교장 부임
- 2023. 09. 01. 제12대 진선화 교장 부임